# Bureaublad
Het bureaublad is letterlijk het bovenste blad van een bureau, maar wordt vooral gebruikt om in de bureaumetafoor de achtergrond van een grafische gebruikersomgeving van een computersysteem aan te geven. Het is een letterlijke vertaling van desktop.
Bij het ontwerp van Microsoft Windows en soortgelijke besturingssystemen stelde men zich voor dat de gebruiker met de computer zou kunnen werken zoals hij gewend was zonder computer. 
In plaats van een schrijftafel vol met papieren en andere hulpmiddelen had hij een computerscherm vol vensters en de tafel werd nauwelijks nog gebruikt.
Het computerscherm was dus het nieuwe bureaublad.